# بق اقبلي
بُق اقبلي (بالصومالية: Buq aqable) مدينة صومالية تتبع منطقة هيران، وهي تقع على بعد 90 كيلومتر جنوب بلدوين عاصمة منطقة هيران.